# Kabbenur, Dharwad
Kabbenur là một làng thuộc tehsil Dharwad, huyện Dharwad, bang Karnataka, Ấn Độ.